# ドルフィン (SS-169)
ドルフィン (USS Dolphin, SF-10/SSC-3/SS-169) は、アメリカ海軍の潜水艦。Vボートの一隻で同型艦は無い。艦名はイルカの総称に因んで命名された。その名を持つ艦としては第一次世界大戦時に購入した民間モーターボート「オラベル号(Ora Belle)」を改称した哨戒艇(SP-874)以来6隻目。なお、退役から23年後に深度潜航実験開発潜水艦として7代目ドルフィン (AGSS-555)が就役している。当初の艦名はV-7であり、船体番号はSF-10/SSC-3であった。

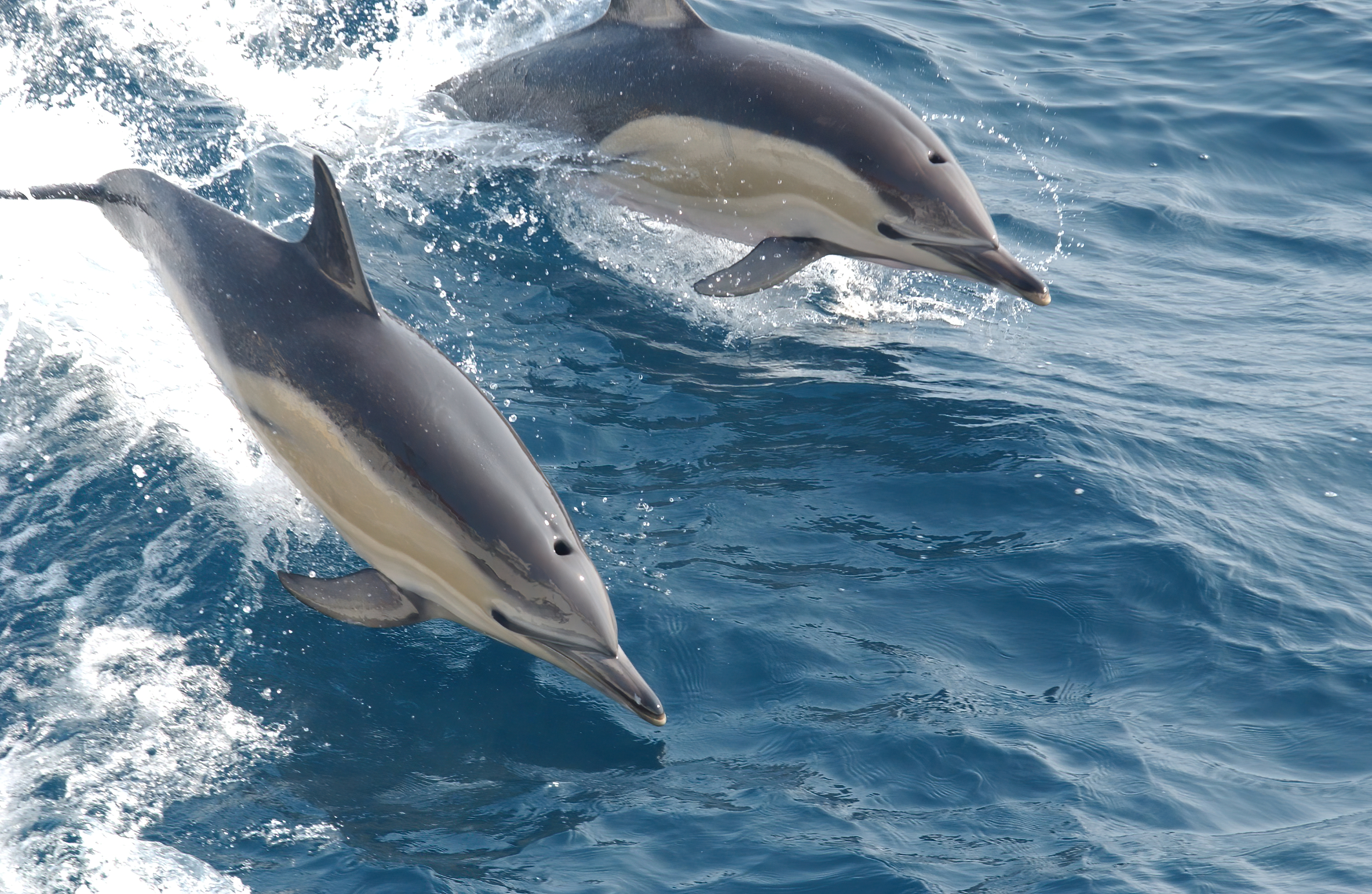
マイルカ（Common dolphin）

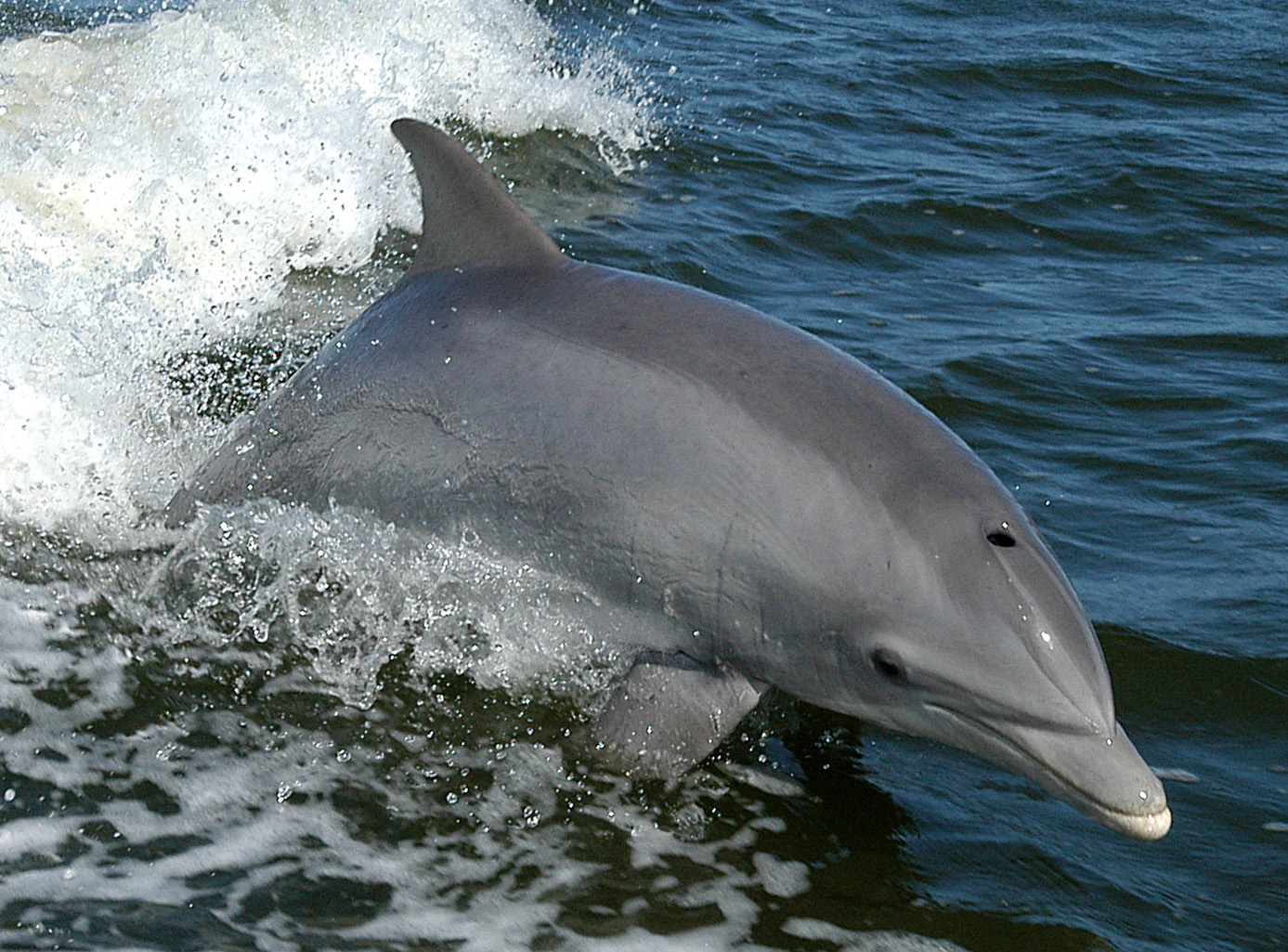
ハンドウイルカ（Bottlenose dolphin）

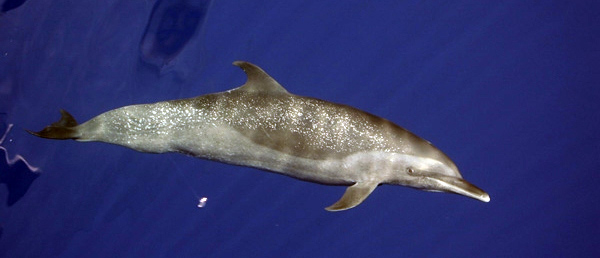
タイセイヨウマダライルカ（Atlantic spotted dolphin）

## 艦歴
ドルフィンはメイン州キタリーのポーツマス海軍造船所で起工した。1932年3月6日にE・D・トーランド夫人によって命名、進水し、1932年6月1日に艦長J・B・グリッグス少佐の指揮下就役する。

### 建造の経緯
ドルフィンのモデルシップは第一次世界大戦の賠償で得たUボートのうち、Ms型潜水艦の一つである U127型潜水艦である。1926年に開かれた潜水艦関連の会議において、U127型潜水艦が巡洋潜水艦として最低限の能力を持つとして「潜水部隊の総意」として建造が要望された。建造に際し、構造一切をアメリカ海軍方式に改めた上で試作艦として建造されたのが V-7 であり、建造途中に命名方式が変わってドルフィンと名付けられた。
モデルのU127型潜水艦と比較すると、ドルフィンは魚雷の搭載数が21本と艦型の割に多く、機関も艦型に手ごろなエンジンを得たことにより、艦型自体の小ささと魚雷射線の少なさ以外は、ほぼ潜水部隊の要望どおりの潜水艦となり、おおむね好評であった。しかし、1930年のロンドン海軍軍縮会議による潜水艦整備計画の修正により、同型艦が建造される事はなかった。
なお、1932年度計画で建造されたカシャロット級潜水艦も、ドルフィンと同様に U127型潜水艦をモデルシップとするが、艦型はドルフィンより小型となっている。

### 開戦まで
ドルフィンは1932年10月24日にニューハンプシャー州ポーツマスを出航し、12月3日にカリフォルニア州サンディエゴに到着、第12潜水戦隊に合流する。ドルフィンは1933年3月4日まで西海岸で戦術訓練および魚雷発射試験に従事し、その後東海岸に向かう。3月23日にポーツマス海軍造船所に到着し最終公試および報告を行い、8月1日まで留まる。ドルフィンは第12潜水戦隊に再び合流するため1933年8月25日にサンディエゴへ戻った。その後、ドルフィンは西海岸を巡航し、時折訓練および艦隊の問題のため真珠湾、アラスカ、パナマ運河地帯へ航海した。1937年12月1日にドルフィンはサンディエゴを出航し新たな母港の真珠湾に向かう。真珠湾には一週間後到着し、艦隊演習及び訓練を継続した。1940年9月29日から10月25日までは西海岸を巡航した。
1941年12月7日の真珠湾攻撃の際には、砲火の下敵機への攻撃を行い、その後は日本の潜水艦を探索するためハワイ諸島を偵察した。その後、ゴードン・B・ライナー（アナポリス1925年組）の指揮下、哨戒行動に出ることとなった。

### 哨戒
12月24日、ドルフィンは最初の哨戒でマーシャル諸島方面に向かった。この哨戒は、後の空襲に備えた調査も兼ねていた。1942年1月7日にはジャルート環礁を偵察。ジャルートとトラック諸島間の航路を哨戒した後、1月23日からはマロエラップ環礁を偵察した。2月1日には、空母レキシントン (USS Lexington, CV-2) を基幹とする第11任務部隊（ウィルソン・ブラウン中将）とすれ違った。2月3日、ドルフィンは42日間の行動を終えて真珠湾に帰投。艦長がロイヤル・L・ルッター（アナポリス1930年組）に代わった。
5月14日、ドルフィンは2回目の哨戒で日本近海に向かった。途中、6月3日から6日にかけてのミッドウェー海戦では、ミッドウェー島の西方を広範囲に探索した。6月8日にミッドウェー島に寄港して修理と補給を行ったのち、11日に出航して哨戒を再開。タンカーと駆逐艦への攻撃を行ったが、結局戦果はなかった。7月24日、ドルフィンは68日間の行動を終えて真珠湾に帰投。7月27日から9月2日まで修理が行われ、レーダーが装備された。
10月12日、ドルフィンは3回目の哨戒で千島列島方面に向かった。この哨戒は激しい風雨に晒され、戦果はなかった。12月5日、ドルフィンは51日間の行動を終えて真珠湾に帰投。これがドルフィンの最後の哨戒となった。

### 練習艦・退役
第一線を退いたドルフィンは真珠湾での訓練任務に割り当てられ、1944年1月29日まで従事した。その後、パナマ運河地帯に移動して訓練を行い、コネチカット州ニューロンドンに3月6日に到着し、訓練艦任務を命じられる。ドルフィンは終戦までこの基礎的な任務に従事し、1945年10月12日にポーツマス海軍造船所で退役した。ドルフィンは1946年8月26日に売却された。なお、戦争中のアメリカ潜水艦に施された改修は、船体に疲労が生じていたことと訓練艦に転じていたこともあり適用されなかった。
ドルフィンの3度の哨戒の内、2度目が成功として記録された。ドルフィンは第二次世界大戦の戦功で2個の従軍星章を受章した。